# Брайън Джоунс (летец)
Вижте пояснителната страница за други личности с името Брайън Джоунс.
Брайън Джоунс (роден в Бристъл, Англия на 27 март 1947 г.) е британски въздушен пионер.
През 1999 г., заедно с Бертран Пикар, става първият човек, обиколил Земята с въздушен балон. Те тръгват на 1 март 1999 г. от Швейцария и кацат в Египет след полет с дължина 45 755 километра, който продължава 19 дни, 21 часа и 47 минути. За това постижение, той получава няколко награди. Женен е и има две деца.